# Mussaenda monticola
Mussaenda monticola är en måreväxtart som beskrevs av Kurt Krause. Mussaenda monticola ingår i släktet Mussaenda och familjen måreväxter.

## Underarter
Arten delas in i följande underarter:
- M. m. glabrescens
- M. m. monticola